# Marmo rosso di Verona
Il marmo rosso di Verona è il nome commerciale di un calcare nodulare rossastro che, per quanto riguarda la classificazione dei materiali lapidei, rientra nel gruppo dei calcari lucidabili, dal punto di vista petrografico non è definibile come un marmo, non essendo una roccia metamorfica. 
Presenta al suo interno scheletri fossili di ammoniti e rostri di belemniti immersi in una matrice microsparitica formata da fecal pellets. Può essere estratto dalla formazione giurassica del Rosso Ammonitico Veronese, affiorante ed estratta nei Monti Lessini. Tra i vari edifici costruiti con questo marmo si ricordano il Battistero di Parma, le colonnine del chiostro della Basilica di San Zeno a Verona, i leoni stilofori della Porta dei leoni rossi della Basilica di Santa Maria Maggiore a Bergamo, l'arca sepolcrale di Berardo Maggi nel Duomo vecchio di Brescia e la Chiesa del Santissimo nome di Maria del Villaggio Operaio di Crespi d'Adda (BG).
Questo materiale fu ampiamente utilizzato anche nella città di Venezia. Si segnala la vera da pozzo di Ca' d'Oro, scolpita intorno al 1427 dalle maestranze che gravitavano attorno alla bottega dei Bon, Giovanni (padre) e Bartolomeo (figlio). Sempre in marmo rosso di Verona è la campata tra la nona e la decima colonna della Loggia Foscari di Palazzo Ducale, coppia che si distingue nettamente dal resto dell'ordine architettonico, in pietra d'Istria. Il significato di questa anomali cromatica non è stato ancora scoperto, sebbene si concordi che lo spazio tra le colonne doveva essere simbolico per l'annuncio di decisioni governative alla folla che poteva assistere nella piazzetta.

## Galleria d'immagini

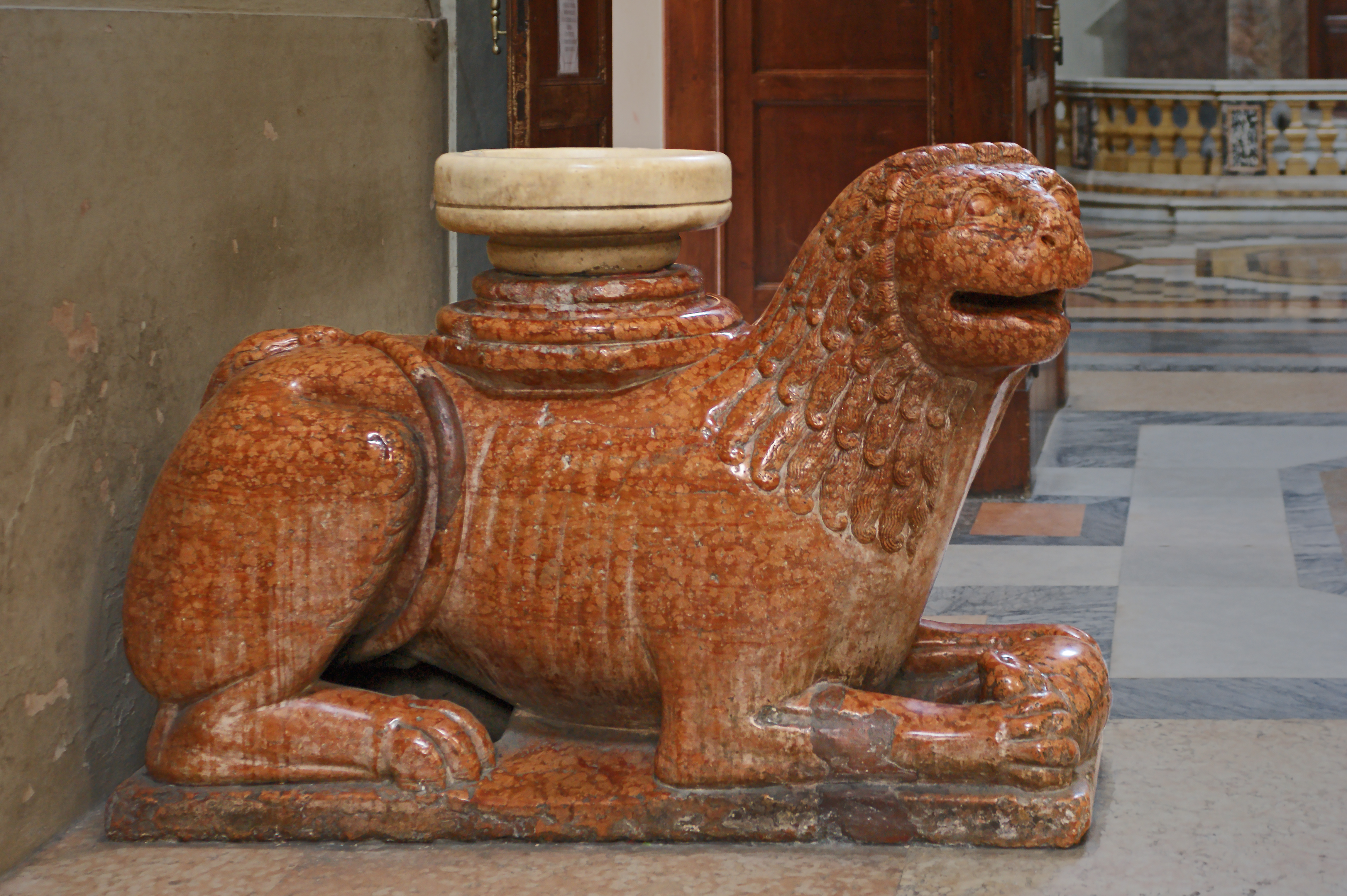
Leone stiloforo in marmo di Verona nella Cattedrale di San Pietro (Bologna)
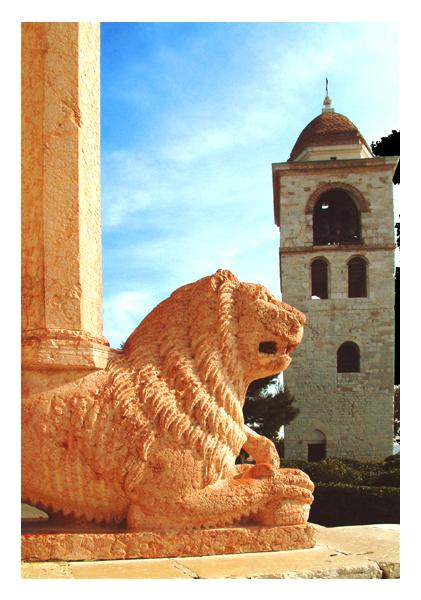
Leone stiloforo in marmo di Verona, nel Duomo di Ancona
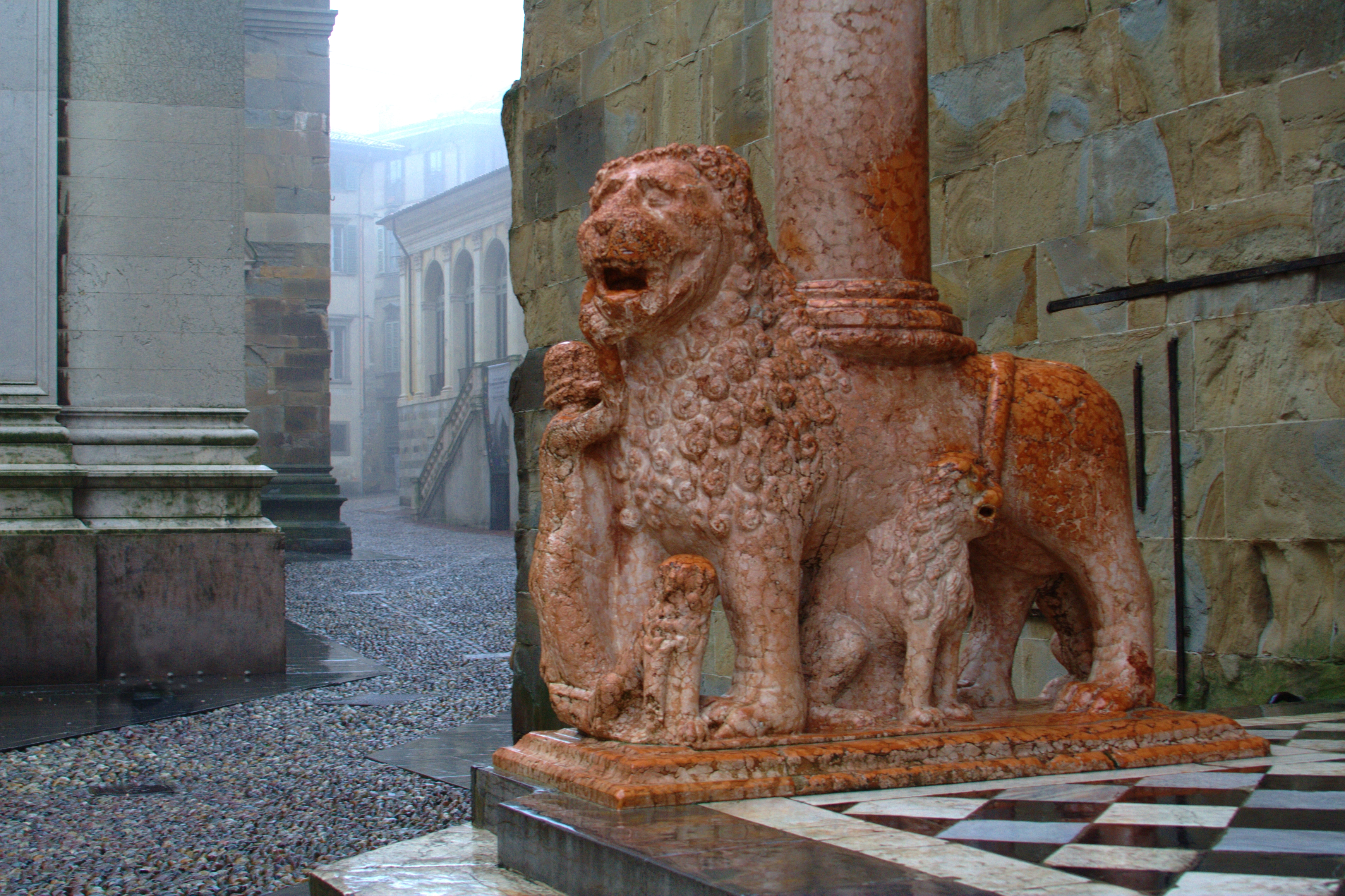
Leone stiloforo nella Basilica di Santa Maria Maggiore (Bergamo)
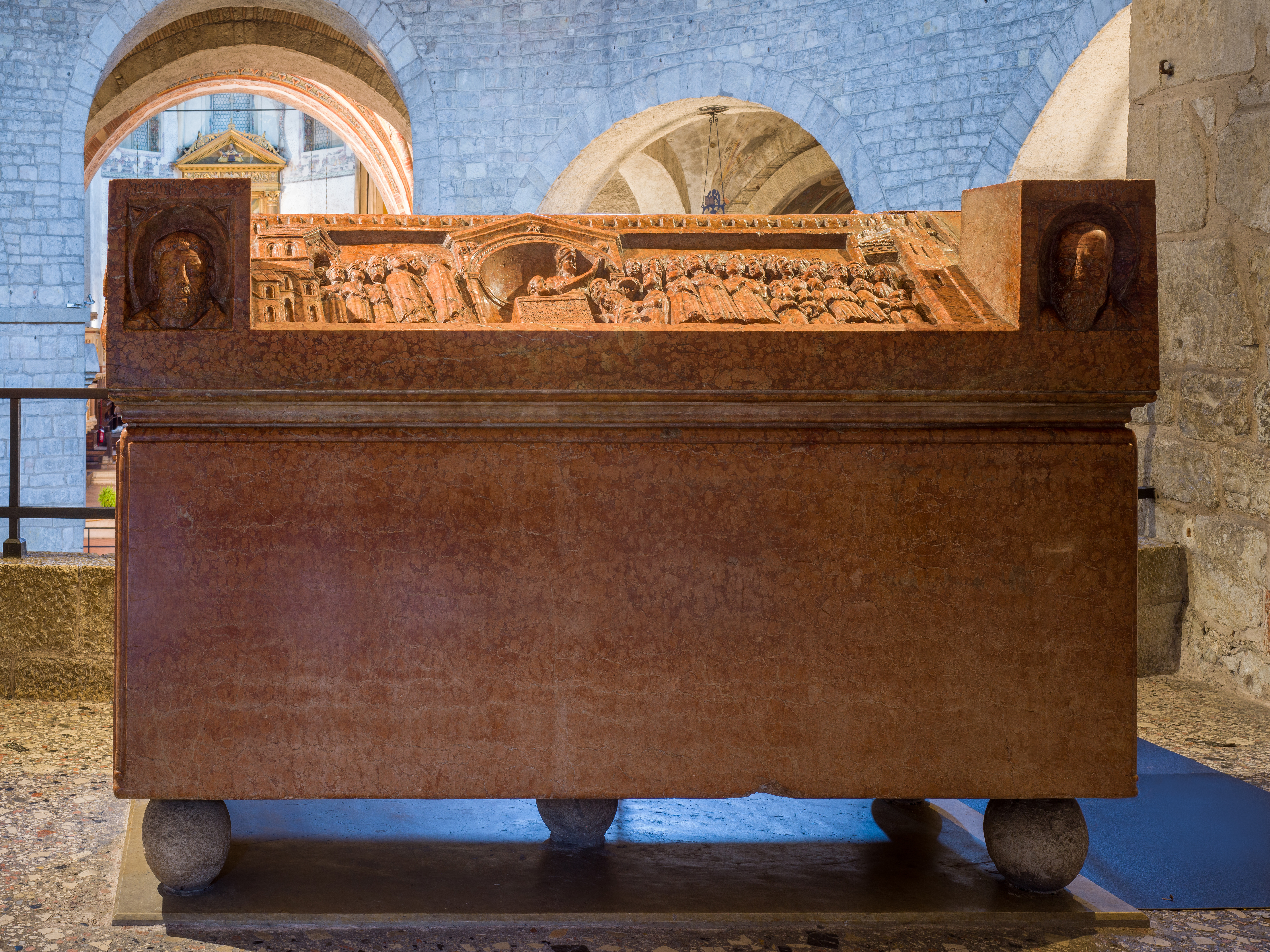
Il sarcofago marmoreo di Berardo Maggi conservato nel duomo vecchio di Brescia
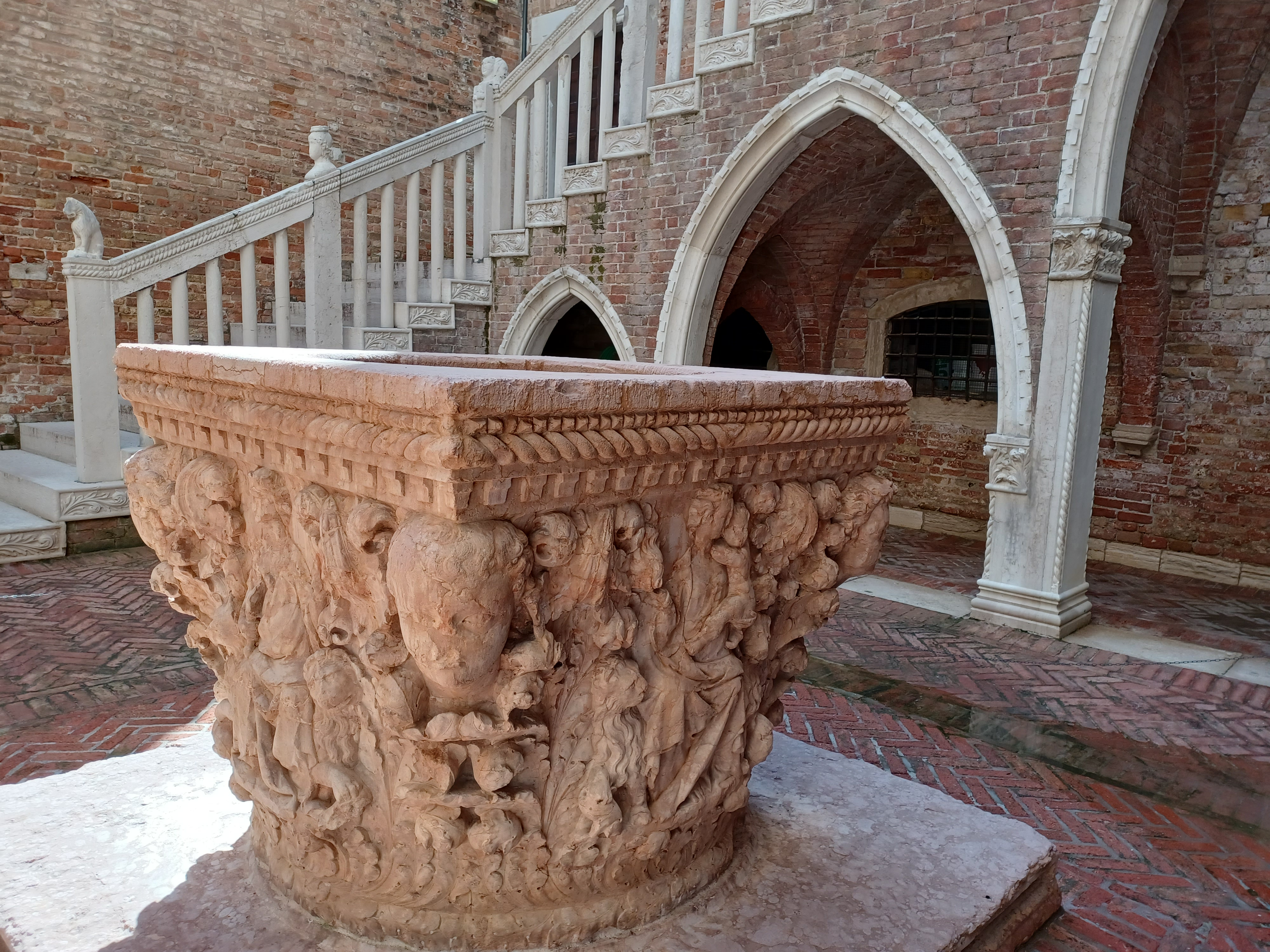
Pozzo, Ca' d'Oro (Venezia)
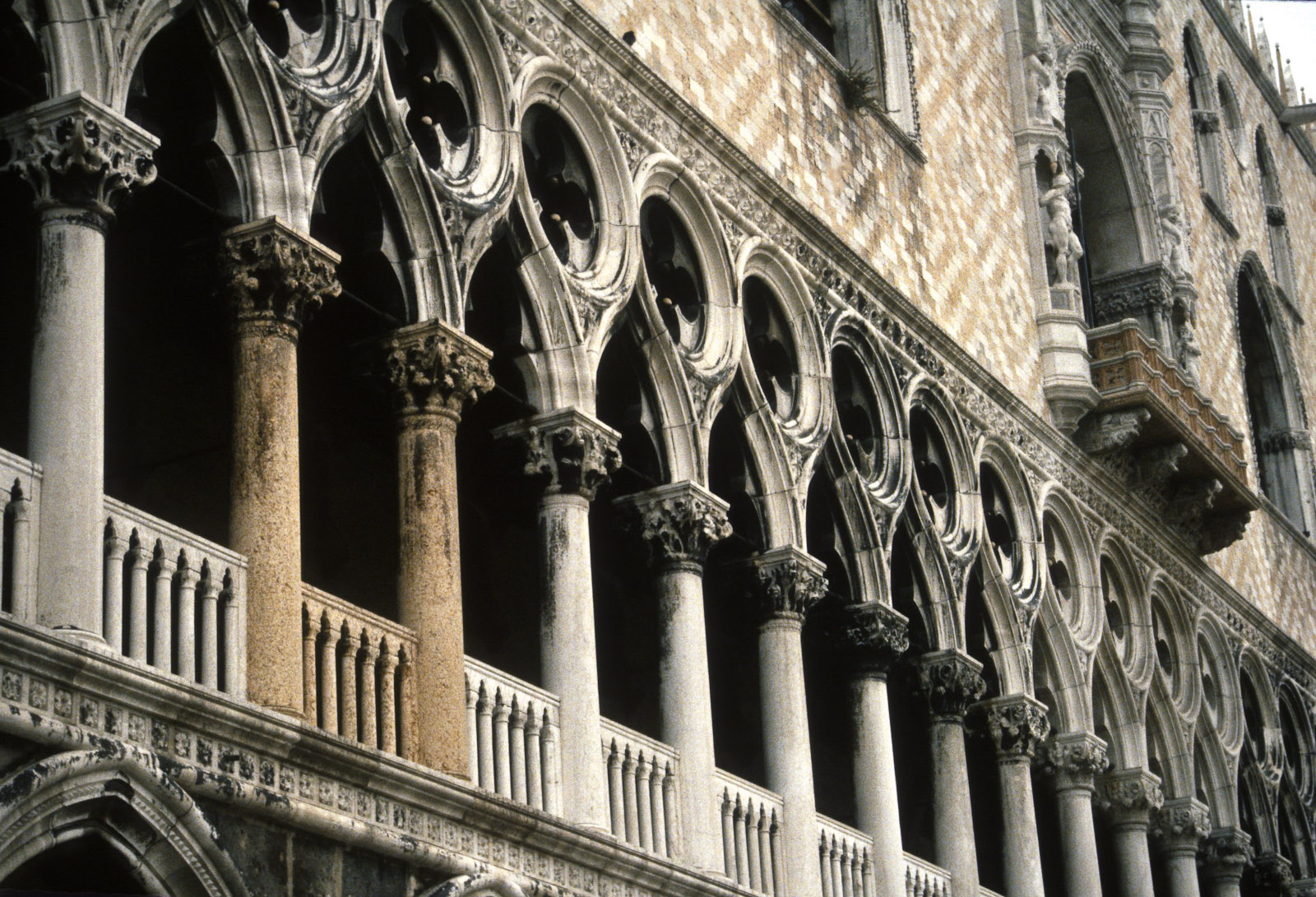
Colonne in marmo rosso di Verona, Loggia Foscari, Palazzo Ducale (Venezia)